# Les Passagers clandestins
Pour les articles homonymes, voir Le Passager clandestin.
Les Passagers clandestins est le 40e album de la série de bande dessinée Le Scrameustache de Gos. L'ouvrage est publié en 2010.

## Synopsis
Les Galaxiens viennent récupérer un des leurs qui était sur Terre. Mais des passagers clandestins montent à bord de leur plus récent vaisseau.

## Personnages principaux
- Le Scrameustache
- Khéna
- Babette
- Les Galaxiens, dont le Surdoué
- Les frères Zoltic et Zoltac
- Les Stix
- L'Accusmala